# Lepanthes bifalcis
Lepanthes bifalcis är en orkidéart som beskrevs av Carlyle August Luer. Lepanthes bifalcis ingår i släktet Lepanthes och familjen orkidéer. Inga underarter finns listade i Catalogue of Life.